# NBA finale 2009.
NBA finale 2009. posljednja je i finalna serija doigravanja u sezoni 2008./09. Prvaci Zapadne konferencije Los Angeles Lakersi porazili su u seriji 4-1 trećeplasiranu momčad Istočne konferencije Orlando Magic. Ovo je za Lakerse drugu uzastopno NBA finale i ukupno 30 finale u povijesti franšize, dok je za Magic ovo bilo prvo finale NBA lige nakon 1995. godine, vremena kada su tamo igrali Shaquille O'Neal i Penny Hardaway. Lakersi su uzeli svoj 15. NBA naslov, a time je Phil Jackson postao najtrofejniji trener u povijesti NBA lige s 10 osvojenih NBA prstena. Šest naslova prvaka osvojo je s Bullsima, dok je posljednja četiri osvojio s Lakersima. Kobe Bryant proglašen je za najkorisnijeg igrača ovogodišnjeg finala.  

## Put do finala

### Los Angeles Lakers
Težak poraz Los Angeles Lakesa u prošlogodišnjem NBA finalu od velikih rivala Bostona, natjeralo je klub da osnaže zadrže glavne igrače u svojoj momčad. Tako je jedan od njihovih najboljih igrača s klupe, Saša Vujačić prihvatio novi trogodišnji ugovor vrijedan 15 milijuna američkih dolara. Iz Charlotte Bobcatsa u zamjeni igrača doveli su talentiranog Adama Morrisona i Shannona Browna, dok je Bobcatse stigao Vladimir Radmanović. Klub je doveo kineskog razigravača, visokog 206 centimetra Sun Yuea, a momčad su napustili manje bitni igrači, Ronny Turiaf, Chris Mihm i Coby Karl. Od ozljede im se oporavio Andrew Bynum, koji je propustio prošlogodišnje doigravanje i to je najveće ovogodišnje pojačanje kluba. 
Lakersi su drugu godinu zaredom osvojili naslov prvaka svoje divizije i prvaka Istočne konferncije, ali ovaj put izostala su osobna priznanja igrača. Sezonu su završili s omjerom 65-17, što je osam pobjeda više u odnosu na prošlu sezonu. U prvom krugu doigravanja naletjeli su na Utah Jazz, ali Lakersi su bez većih problema s 4-1 prošli u drugi krug doigravanja. U drugom krugu nalatjeli su na Houston Rockets, koji su napravli malo iznenađenje jer su se nakon višegodišnjih ispadanja u prvom krugu i ozljeđenog Tracya McGradya plasirali u daljni nastavak doigravanja. Rocketsi predvođeni Ronom Artestom i Yao Mingom u prvoj utakmici iznenadili su Lakerse, pobijedivši 100:92 najbolju momčad Zapada u Los Angelesu, a Yao je postigao 28 poena i 10 skokova. Međutim, ozljeda Yao Minga koji je trećoj utakmici slomio lijevo stopalo i propustio daljni tijek doigravanja, naopačke je okrenula seriju i Lakersi su u sedam utakmica uspjeli proći u konferencijsko finale. Tu seriju obilježila je napetost između Artesta i Bryanta, uzrokovanu emocijama tijekom ključnih trenutaka utakmica, ali i tehnička pogreška Fishera koji je udario u lice Luisa Scolu. Fisher je zbog toga propustio jednu utakmicu serije.   
U konferencijskom finalu igrali su protiv, uz Orlando, najvećeg iznenađenja doigravanja Denver Nuggetsa. Dolazak Billupsa sredinom sezone u Nuggetse preporodio je momčad iz Kolorada. Zajedno s Carmelom Anthonyjem, u vrlo teškoj seriji dobro su namučili Lakerse, ali ključna prevaga bio je Kobe Bryant koji je pogađao sve u odlučujućim trenucima utakmice. Dobru podršku tijekom cijelog odigravanja imao je u dvojcu Odom - Gasol, dok se Fisher mučio sa šutom. 

### Orlando Magic
Nitko prije početka sezone 2008./08. nije očekivao da će Orlando stići do svoj drugog NBA finala nakon 1995. godine. Sezona je za njih vrlo loše započela. Ozljedio im se startni razigravač Jameer Nelson, koji je propusto skoro cijelu sezonu i vratio se tek u prvoj utakmici finala. Time se šanse Orlanda za uspjeh bile brlo male jer je nelson bio poršlogodišnji ključni igrač. Zbog toga je Magic u zamjeni igrača s Houston Rocketsima doveo Rafera Alstona, dok je Orlando napustio Brian Cook. Na draftu su birali solidnog bek šutera Courtneyja Leeja, koji je zamijenio u startnoj petorci još nedoraslog NBA ligi J. J. Reddicka. Magic vođen najboljim centrom današnjice, Dwightom Howardom i šuterski raspoloženom momčadi poput Rasharda Lewisa, Rafera Alstona, spomenutog Leeja i zamjenskog centra Marcina Gortata ostvarila omjer 59-23 i osvojili naslov Jugozapadne divizije, te završili na trećem mjestu na Istočnoj konferenciji, iza prošlogodišnjih prvaka Boston Celticsa i LeBronovih Cleveland Cavaliersa.
U prvom krugu doigravanja naletjeli su na Philadelphia 76erse. Philadelphia je odmah iznenadila u prvoj utakmici NBA doigravanja poništivši Orlandovu prednost domaćeg parketa, pobjedom 100:98 na Floridi. Iako su Sixersi dobili još jednu u seriji, Orlando se bez većih problema plasirao u drugi krug. Ondje su igrali protiv prošlogodišnjih prvaka Boston Celticsa, ali Celticsa bez Kevina Garnetta koji se tijekom regularnog dijela ozljedio i propustio ovogodišnje doigravanje. Iako je Glen Davis uspješno zamijenio Garnetta, vidio se nedostatak u obrani Celticsa koji ih je krasio prošle sezone. Orlando je lakše od očekivanog stigao od konferencijskog finala, iako je serija otišla u sedam utakmica. Ondje su se sureli s prvacima Istočne konferencije Cleveland Cavaliersima. Momčad predvođena LeBronom, Williamsom i Ilgauskas lako je stigla do ove faze doigravanja. Većina navijača očekivala je dvoboj ponajboljih igrača i momčadi NBA lige, Lebronovih Cavaliersa i Bryantovih Lakersa, međutim Cavaliersi su u seriji s Orlandom pokazali velike nedostatke u igri, koji su ih stajali prolaska u NBA finale. Iako je LeBron pokušavao odvesti Cavalierse do novog finala nakon 2007., Orlando predvođen svojom velikom širinom klupe i Howardom plasirao se do svog prvog finala nakon 1995. godine.   

## Finale

### Prva utakmica
| 5. lipnja 2009. 21:00 (UTC+1) | Izvještaj na NBA.com Izvještaj na Ezadar.hr | Orlando Magic | 75–100 | Los Angeles Lakers                                                       |  | Staples Center, Los Angeles, Kalifornija Gledatelji 18 997 Suci: Dan Crawford, Joe DeRosa, Ken Mauer | ABC |
| 5. lipnja 2009. 21:00 (UTC+1) | Izvještaj na NBA.com Izvještaj na Ezadar.hr | Po četvrtinama: 24–22, 19–31, 15–29, 17–18                                                                       |        |                                                                          |  | Staples Center, Los Angeles, Kalifornija Gledatelji 18 997 Suci: Dan Crawford, Joe DeRosa, Ken Mauer | ABC |
| 5. lipnja 2009. 21:00 (UTC+1) | Izvještaj na NBA.com Izvještaj na Ezadar.hr | Koševi: Mickaël Piétrus 14 Skokovi: Dwight Howard 15 Asistencije: Jameer Nelson 4 Šut iz igre: Dwight Howard 1/6 |        | Koševi: Kobe Bryant 40 Skokovi: Lamar Odom 14 Asistencije: Kobe Bryant 8 |  | Staples Center, Los Angeles, Kalifornija Gledatelji 18 997 Suci: Dan Crawford, Joe DeRosa, Ken Mauer | ABC |
| 5. lipnja 2009. 21:00 (UTC+1) | Izvještaj na NBA.com Izvještaj na Ezadar.hr | 1-0 Los Angeles Lakers                                                                                           |        |                                                                          |  | Staples Center, Los Angeles, Kalifornija Gledatelji 18 997 Suci: Dan Crawford, Joe DeRosa, Ken Mauer | ABC |

Los Angeles Lakersi pobijedili su Orlando Magic 100:75 u svom Staples Centru u prvoj utakmici velikog finala NBA lige i tako poveli u seriji 1-0. Lakerse je do uvjerljive pobjede vodio Kobe Bryant, za kojeg igrači Magica nisu imali rješenja, pa je tako okončao utakmicu s 40 koševa, 8 skokova i 8 asistencija. Lakersi su na poluvremenu imali 10 koševa viška (53-43), da bi utakmicu prelomili u trećoj četvrtini koju su dobili s 14 razlike (29-15), a u kojoj je Bryant ubacio 18 koševa. Pau Gasol je dvoboj okončao sa 16 koševa i 8 skokova, dok je Odom uz 11 koševa skupio i 14 skokova. Jedan od razloga visokog poraza Orlanda svakako treba tražiti u slabom učinku njihovog najboljeg igrača Dwighta Howarda, koji je okončao dvoboj s tek 12 postignutih koševa i jednim pogođenim šutem iz igre (1/6). U skoku je bio uobičajeno dobar i skupio ih je 15, ali njegov je napadački učinak za razliku od ostatka doigravanja, u kojem je do ove utakmice prosječno ubacivao 21.7 koševa, bio zanemariv. Najefikasniji igrač Magica bio je Mickaël Piétrus s 14 koševa, a spomenimo i da je i prve minute u ovogodišnjem doigravanju odigrao Jameer Nelson. Nelsonovo dugo izbivanje osjetilo se na njegovoj igri, te je on za 24 minute upisao tek šest koševa i četiri asistencije. 

### Druga utakmica
| 8. lipnja 2009. 20:00 (UTC+1) | Izvještaj na NBA.com Izvještaj na EZadar.hr | Orlando Magic | 96–101 | Los Angeles Lakers                                                      | PR | Staples Center, Los Angeles, Kalifornija Gledatelji 18 997 Suci: Steve Javie, Monty McCutchen, Tom Washington | ABC |
| 8. lipnja 2009. 20:00 (UTC+1) | Izvještaj na NBA.com Izvještaj na EZadar.hr | Po četvrtinama: 15–15, 20–25, 30–23, 23–25 PR: 8-13                                                               |        |                                                                         | PR | Staples Center, Los Angeles, Kalifornija Gledatelji 18 997 Suci: Steve Javie, Monty McCutchen, Tom Washington | ABC |
| 8. lipnja 2009. 20:00 (UTC+1) | Izvještaj na NBA.com Izvještaj na EZadar.hr | Koševi: Rashard Lewis 34 Skokovi: Dwight Howard 16 Asistencije: Rashard Lewis 7 Izgubljene lopte: Dwight Howard 7 |        | Koševi: Kobe Bryant 29 Skokovi: Pau Gasol 10 Asistencije: Kobe Bryant 8 | PR | Staples Center, Los Angeles, Kalifornija Gledatelji 18 997 Suci: Steve Javie, Monty McCutchen, Tom Washington | ABC |
| 8. lipnja 2009. 20:00 (UTC+1) | Izvještaj na NBA.com Izvještaj na EZadar.hr | 2-0 Los Angeles Lakersi                                                                                           |        |                                                                         | PR | Staples Center, Los Angeles, Kalifornija Gledatelji 18 997 Suci: Steve Javie, Monty McCutchen, Tom Washington | ABC |

Lakersi su pobijedili u produžetku (101:96) i drugu utakmicu finalne serije NBA lige protiv Orlando Magica u svom Staples Centeru, ali uz puno sreće. Šest desetinki sekunde prije kraja četvrte četvrtine, pri rezultatu, 88:88 odlični je Turčin Hedo Türkoğlu izvodio loptu sa strane. Iz prvog pokušaja nije uspio pronaći slobodnog suigrača pa je pozvao minutu odmora. Iz drugog je pokušaja odigrao sjajan pas na koš, na njegovu daljnju stranu. Courtney Lee odlično se oslobodio Kobe Bryanta, na vrijeme utrčao i omogućio dodavanje. No njegov pokušaj 'alley-oopa', hvatanja i polaganja lopte u zraku, nije bio uspješan. Pau Gasol stigao je zatvoriti idealnu liniju polaganja, te je šut gostujućeg beka od table završio na prvom obruču. Dwight Howard odmah je zakucao loptu, no s Leejevim je hvatanjem lopte i šutom šest desetinki sekunde isteklo. Da je ubacio, Orlando bi na Floridu otišao s 1-1 rezultatom. Lakersi nisu imali milosti u produžetku. Bryant i Pau Gasol pogodili su nekoliko velikih šuteva i dodatnih su pet minuta igre domaći dobili 13-8. Kobe Bryant je zabio 29 poena. Dodao je osam asistencija, ali i sedam izgubljenih lopti. Imao je šut odluke 1.8 sekundi prije kraja utakmice, ali ga je Türkoglu sjajno blokirao odostraga. Pau Gasol dodao je 24 koša i deset skokova, a Lamar Odom 19 koševa i osam skokova. U gostujućim je redovima prednjačio fantastični Rashard Lewis s 34 koša, 11 skokova i sedam asistencija. Türkoglu je dodao 22 koša uz šest skokova i četiri asistencije, a Dwight Howard 17 koševa i 16 skokova. Predvodio je, međutim, centar Magica svoju momčad po broju izgubljenih lopti (7). Ukupno ih je sastav Stana van Gundyja skupio čak 20, naspram 12 Lakersa. Treća se utakmica igrala se u Amway Areni u Orlandu. Magici su prvi put igrali jednu utakmicu finala NBA lige nakon 9. lipnja 1995. godine, kada su Shaquille O'Neal i Anfernee Hardaway predvodili tadašnju momčad u finalu protiv Houstona. Tada su teško poraženi od teksaške momčadi predvođene Hakeemom Olajuwonom s 4-0. 

### Treća utakmica
| 10. lipnja 2009. 21:00 (UTC+1) | Izvještaj na NBA.com Izvještaj na EZadar.hr | Los Angeles Lakers                                                        | 104–108 | Orlando Magic                                                                                     |  | Amway Arena, Orlando, Florida Gledatelji 17 461 Suci: Joe Crawford, Derrick Stafford, Mark Wunderlich | ABC |
| 10. lipnja 2009. 21:00 (UTC+1) | Izvještaj na NBA.com Izvještaj na EZadar.hr | Po četvrtinama: 31–27, 23–32, 21–22, 29–27                                |         |                                                                                                   |  | Amway Arena, Orlando, Florida Gledatelji 17 461 Suci: Joe Crawford, Derrick Stafford, Mark Wunderlich | ABC |
| 10. lipnja 2009. 21:00 (UTC+1) | Izvještaj na NBA.com Izvještaj na EZadar.hr | Koševi: Kobe Bryant 31 Skokovi: Trevor Ariza 7 Asistencije: Kobe Bryant 8 |         | Koševi: Howard, Lewis 21 Skokovi: Dwight Howard 14 Asistencije: Hedo Türkoğlu 7 Šut iz igre: 63 % |  | Amway Arena, Orlando, Florida Gledatelji 17 461 Suci: Joe Crawford, Derrick Stafford, Mark Wunderlich | ABC |
| 10. lipnja 2009. 21:00 (UTC+1) | Izvještaj na NBA.com Izvještaj na EZadar.hr | 2-1 Los Angeles Lakers                                                    |         |                                                                                                   |  | Amway Arena, Orlando, Florida Gledatelji 17 461 Suci: Joe Crawford, Derrick Stafford, Mark Wunderlich | ABC |

Orlando Magici su kao domaćini, dobili treću utakmicu NBA finala protiv Los Angeles Lakersa 108:104, čime su smanjili rezultat u seriji na 2-1. Orlando je odigrao, uistinu, sjajnu utakmicu kako bi spriječili Lakerse da nakon tri utakmice imaju ogromnih 3-0, ali i da sami upišu prvu pobjedu u finalima. Naime, Orlando je u povijesti, do srijede, odigrao šest finalnih utakmica NBA lige i svih šest je izgubio. Dvije ove godine od Lakersa, te četiri u nizu od Houstona 1995. godine. No, ovaj put je Orlando u prvom poluvremenu gađao rekordnih 75 posto iz igre, a kasnije u cijeloj utakmici, također rekordnih 63 posto, za pobjedu 108:104. Unatoč tome, Orlando je strahovao do posljednje sekunde za pobjedu. Ključne trenutke donijeli su Rashard Lewis, koji je minutu prije kraja pogodio otvoreni šut za 104-101, a pola minute nakon toga su Bryant i Gasol, u zajedničkom naguravanju, izgubili loptu, čime se raspršila šansa Lakersa da slave i treći put u ovogodišnjoj finalnoj seriji. Nakon dvije prosječne utakmice napokon je dobro igrao Dwight Howard u dresu Orlanda, koji je utakmicu završio s 21 poenom i 14 skokova uz šut 5-6 za dva i 11-14 s linije slobodnih bacanja. kod Orlanda je odličan bio Turčin Hedo Türkoglu s 18 poena, šest skokova i sedam asistencija, dok je Lewis dodao 21 poen uz po pet skokova i asistencija. Jako važnu ulogu na sebe je preuzeo Mickael Pietrus s klupe postigavši 18 poena uz šut 7-11. Kobe Bryant je, dakako, predvodio Lakerse s 31 poenom i osam asistencija, dok je Pau Gasol dodao 23. 

### Četvrta utakmica
| 12. lipnja 2009. 21:00 (UTC+1) | Izvještaj na NBA.com Izvještaj na EZadar.hr | Los Angeles Lakers                                                      | 99–91 | Orlando Magic                                                                                           | PR | Amway Arena, Orlando, Florida Gledatelji 17 461 Suci: Mike Callahan, Scott Foster, Bennett Salvatore | ABC |
| 12. lipnja 2009. 21:00 (UTC+1) | Izvještaj na NBA.com Izvještaj na EZadar.hr | Po četvrtinama: 20–24, 17–25, 30–14, 20–24 PR: 12–4                     |       | | PR | Amway Arena, Orlando, Florida Gledatelji 17 461 Suci: Mike Callahan, Scott Foster, Bennett Salvatore | ABC |
| 12. lipnja 2009. 21:00 (UTC+1) | Izvještaj na NBA.com Izvještaj na EZadar.hr | Koševi: Kobe Bryant 32 Skokovi: Pau Gasol 10 Asistencije: Kobe Bryant 8 |       | Koševi: Hedo Türkoğlu 25 Skokovi: Dwight Howard 21 Asistencije: Rashard Lewis 4 Slobodna bacanja: 22/37 | PR | Amway Arena, Orlando, Florida Gledatelji 17 461 Suci: Mike Callahan, Scott Foster, Bennett Salvatore | ABC |
| 12. lipnja 2009. 21:00 (UTC+1) | Izvještaj na NBA.com Izvještaj na EZadar.hr | 3-1 Los Angeles Lakers                                                  |       | | PR | Amway Arena, Orlando, Florida Gledatelji 17 461 Suci: Mike Callahan, Scott Foster, Bennett Salvatore | ABC |

Lakersi su 3-1 poveli u finalu NBA doigravanja pobijedivši Orlando Magic na gostovanju u Amway Areni 99:91. Opet su slavili u produžetku. Do pobjede ih je vodio veteran Derek Fisher. Iako je dotad za tricu gađao 0/5, četiri desetinke sekunde prije kraja četvrte četvrtine ubacio je tri poena za izjednačenje rezultata na 87:87. Pogodio je zatim i najbitniju tricu u produžetku 31.3 sekunde prije isteka vremena, kojom je svojoj momčadi osigurao konačnu pobjedu 99-91. Prvi put od finala Bostona i LA Lakersa 1984. godine dvije su utakmice finalne serije otišle u produžetke. Obje su u ovoj seriji dobili Lakersi: osim ove, i drugu u Staples Centeru 101:96. Bryant je opet bio najzaslužniji za pobjedu. Ubacio je 32 koša uz sedam skokova i osam asistencija. Bitan je bio i Trevor Ariza, koji je od ukupnih 16 koševa, koliko je zabio i Gasol, 13 ubacio u ključnoj trećoj četvrtini, koju su Lakersi dobili 30-14 loveći zaostatak od 12 koševa nakon poluvremena. Najbolji u domaćim redovima bio je Dwight Howard sa 16 koševa, 21 skokom i fantastičnih devet blokada, što predstavlja rekord ove finalne serije. Na njegovu i žalost suigrača očajno je šutirao slobodna bacanja (6-14) promašivši dva 11 sekundi prije kraja treće četvrtine, pri rezultatu 87-84, taman prije Fisherove trice. Ukupno su Magici promašili 15 slobodnih bacanja (22-37).

### Peta utakmica
| 15. lipnja 2009. 20:00 (UTC+1) | Izvještaj na NBA.com Izvještaj na EZadar.hr | Los Angeles Lakers                                                      | 99–86 | Orlando Magic                                                                   |  | Amway Arena, Orlando, Florida Gledatelji 17 461 Suci: Dan Crawford, Joe DeRosa, Ken Mauer | ABC |
| 15. lipnja 2009. 20:00 (UTC+1) | Izvještaj na NBA.com Izvještaj na EZadar.hr | Po četvrtinama: 26–28, 30–18, 20–15, 23–25                              |       |                                                                                 |  | Amway Arena, Orlando, Florida Gledatelji 17 461 Suci: Dan Crawford, Joe DeRosa, Ken Mauer | ABC |
| 15. lipnja 2009. 20:00 (UTC+1) | Izvještaj na NBA.com Izvještaj na EZadar.hr | Koševi: Kobe Bryant 30 Skokovi: Pau Gasol 15 Asistencije: Kobe Bryant 5 |       | Koševi: Rashard Lewis 18 Skokovi: Howard, Lewis 10 Asistencije: Lewis, Nelson 4 |  | Amway Arena, Orlando, Florida Gledatelji 17 461 Suci: Dan Crawford, Joe DeRosa, Ken Mauer | ABC |
| 15. lipnja 2009. 20:00 (UTC+1) | Izvještaj na NBA.com Izvještaj na EZadar.hr | Pobjeda Los Angeles Lakersa 4-1                                         |       |                                                                                 |  | Amway Arena, Orlando, Florida Gledatelji 17 461 Suci: Dan Crawford, Joe DeRosa, Ken Mauer | ABC |

Lakersi su u petoj utakmici, nakon tri uzastopna naslova (2000., 2001. i 2002.) i šest godina čekanja, osvojili petnaesti naslov prvaka NBA lige u bogatoj povijesti. U posljednjoj utakmici 99:86 donijela je zaključenje serije i slavlje Lakersa 4-1. Poraz u četvrtoj utakmici (primljena trica na kraju regularnog dijela i poraz u produžetku), očigledno je potpuno shrvao Orlando koji je u petoj utakmici kvalitetno odigrao tek prvu četvrtinu. Sve ostalo je otišlo na stranu Kobe Bryanta i njegovih Lakersa. Prvi udarac je klub iz LA-a zadao u drugom dijelu druge četvrtine kada je napravio seriju 16-0 kojom su se odvojili na deset poena razlike. Drugi udarac je uslijedio u nastavku. Orlando se približio na 58:53, ali tada gosti čine 13-4 seriju, bježe na 71:57 nakon čega je Orlando postao potpuno obezglavljen. U tom trenutku je Dwight Howard imao pet osobnih, a Magic je vrlo lako lomio zube na žestokoj obrani Lakersa. Razlika se u zadnjoj četvrtini popela skoro do 20 poena, pa su Lakersi do kraja dopustili suparnika da "uljepša" poraz, a istovremeno su slavili na parketu veliku pobjedu i ispravak od godinu dana ranije kada su u velikom finalu bili poraženi od Bostona. Najbolji igrač na parketu bio je Kobe Bryant koji je uz ukupni šut 10-23 postigao 30 poena. No, tu brojku je popunio odličnom kompletnom igrom, jer je uhvatio šest lopti, asistirao pet puta, dvije lopte ukrao, te dao četiri blokade. Svi su ga suigrači dobro pratili, pa je tako Pau Gasol završio utakmicu s 14 poena, 15 skokova i četiri blokade. Lamar Odom je dodao 17 poena uz 10 skokova, a Trevor Ariza 15 uz pet skokova. Orlando je bio ispod svog prosjeka, a najbolji u posljednjoj utakmici bili su Rashard Lewis s 18 poena i 10 skokova, te Dwight Howard s 11 poena i 10 skokova.  

## Televizijski prijenosi
Televizijske prijenose osim američkog ABC-a i kanadskog TSN-a prenosili su kanali iz sljedećih zemalja:
| - Argentina: Canal 7 - Australija: ESPN i ONE HD - Belgija: Be 1 i Prime Sport 1 - Belize: Great Belize Television i Tropical Vision Limited - Bosna i Hercegovina: OBN - Brazil: ESPN Latin America - NR Kina: CCTV-5 - Cipar: Lumiere TV - Danska: DK4 Sport - Dominikanska Republika: Antena Latina - Salvador: Sky TV - Finska: Urheilukanava - Francuska: Canal+, Orange Sport - Grčka: Sport+ - Hong Kong: ESPN, Cable TV Hong Kong Sports Channel, Star Sports, TVB HD - Mađarska: Sport1, Sport2 - Indija: ESPN - Indonezija: ESPN, Jak TV - Italija: Sky sport | - Izrael: Sport 5 - Japan: J Sports Plus, NHK BS-1, SkyPerfecTV - Južna Koreja: SBS Sports, Star Sports - Latvija: LTV7 - Meksiko: ESPN Dos - Arapska liga: Aljazeera sport +3 - Nizozemska: Sport1 - Peru: ESPN Latin America, CMD - Filipini: C/S Sports on RPN, Basketball TV - Poljska: Canal+Sport1 - Portugal: Sport TV 1 - Rusija: NBA TV - Španjolska: Canal +, Cuatro - Švedska: TV4 AB - Republika Kina: Videoland - Tajland: ESPN - Turska: NTV - Ujedinjeno Kraljevstvo: Five, Setanta Sports 2 - Venezuela: Sport Plus |

## Vanjske poveznice
- Službena stranica NBA finala 2009.